# Jürgen Hart
Pour les articles homonymes, voir Hart.
Jürgen Hart (né le 20 septembre 1942 à Treuen, mort le 9 avril 2002 à Leipzig) est un humoriste et chanteur allemand.

## Biographie
Jürgen Hart se présente dans des cabarets pendant sa scolarité à Auerbach/Vogtl. De 1963 à 1967, il suit une agrégation en allemand et en musique à l'université de Leipzig. Il participe aux activités du cabaret étudiant academixer, créé en 1966. Hart travaille comme enseignant de 1967 à 1970. Jusqu'en 1976, il est directeur du théâtre poétique de l'université, puis en 1977, lorsque le cabaret étudiant devient un cabaret professionnel, est directeur de l'Academixer, qui sera l'un des cabarets les plus populaires de la RDA.
Il écrit 40 sketchs, dont certains sont conservés sur disques vinyle. Beaucoup de ses scènes sont interprétées dans d'autres cabarets, comme le Moulin à poivre de Leipzig. Il est l'interprète et l'auteur de Sing mei Sachse sing avec une mélodie d'Arndt Bause, qui est un hymne populaire de la Saxe et se vend à 200 000 exemplaires. Le LP Hart auf Hart publié en 1980 par Amiga comprend onze titres de Hart et Bause.
Jürgen Hart tombe gravement malade d'un cancer des os en octobre 2001 et meurt six mois plus tard à l'âge de 59 ans. Sa tombe se trouve dans le cimetière du Sud de Leipzig, à côté de celui de la poétesse saxonne Lene Voigt.
Il fut marié à Katrin Hart jusqu'à sa mort, qui continue d'être membre de l'Academixer même après sa mort. Leurs deux filles y apparaissent également

## Discographie
- Sing, mei Sachse, sing (single) – 1979
- Hart auf Hart (LP) – 1980
- Arbeitswut (single)  – 1985
- Ieberall sin Sachsen (EP) – 1989
- Ieberall sin Sachsen (compilation) – 1990
- Hart an der Grenze (LP) – 1991
- Ieberall sin Sachsen (compilation) – 1997